# Ixorida gueyraudi
Ixorida gueyraudi är en skalbaggsart som beskrevs av Franz Antoine 1992. Ixorida gueyraudi ingår i släktet Ixorida och familjen Cetoniidae. Inga underarter finns listade i Catalogue of Life.